# Through Dumb Luck
Pour plus de détails, voir Fiche technique et Distribution.
Through Dumb Luck est un film comique américain, muet, écrit et réalisé par Dell Henderson, sorti le 26 août 1912 (aux États-Unis)

## Synopsis
Deux voleurs du dimanche ont la police à leur trousse après avoir détroussé une femme...

## Fiche technique
- Titre : Through Dumb Luck
- Réalisation : Dell Henderson
- Scénario : Dell Henderson
- Studio de production : Biograph Company
- Distribution : The General Film Company
- Pays : États-Unis
- Format : Noir et blanc - 1,37:1 - Format 35 mm
- Langue : film muet intertitres anglais
- Genre : comédie
- Durée : ½ bobine
- Date de sortie : 
  - États-Unis : 26 août 1912

## Distribution
Source principale de la distribution :
- Edward Dillon : le détective
- Grace Henderson : la victime
- J. Jiquel Lanoe : un voleur
- J. Waltham (en) : le sergent de police
- William Beaudine : figuration (non crédité)
- Hank Mann : figuration (non crédité)
- Harry McCoy : figuration (non crédité)
- Charles Murray : figuration (non crédité) (non confirmé)
- Al St. John : figuration (non crédité)